# Vabi-szabi

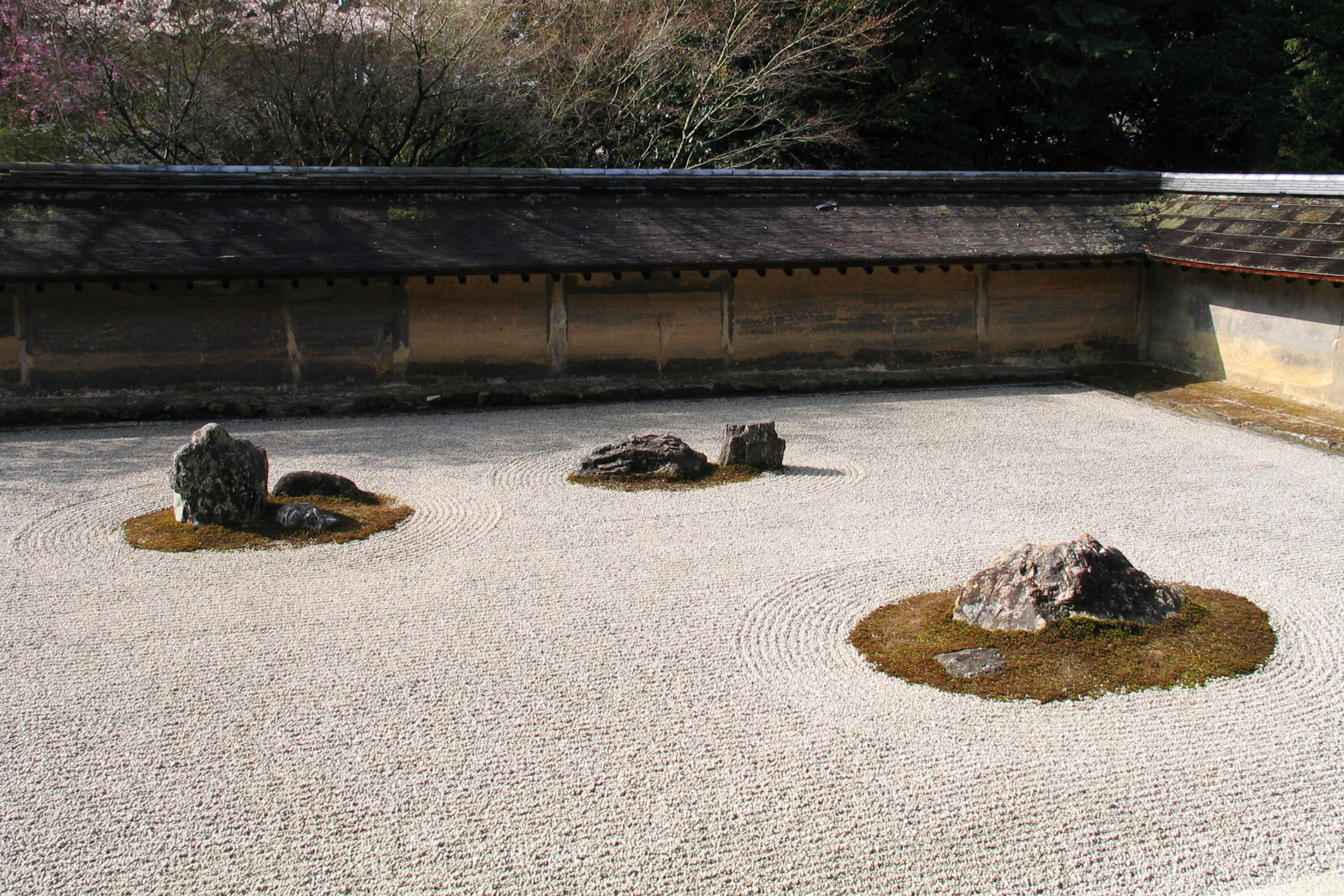
Zen kert a Rjóan-dzsiban. A Higasijama-kultúra időszakában épült. Az agyag falon az idő múlásával apró barna és narancssárga árnyalatok képződtek, amelyek a vabit tükrözik, és sziklakert, amely a pedig szabit.

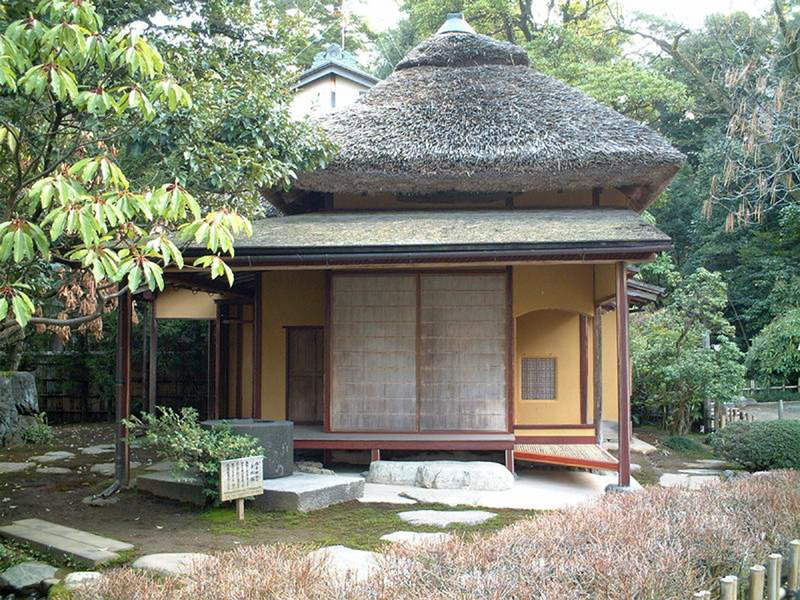
Japán teaház, amely a vabi-szabi esztétikát tükrözi a Kenroku-en (兼六園) kertben

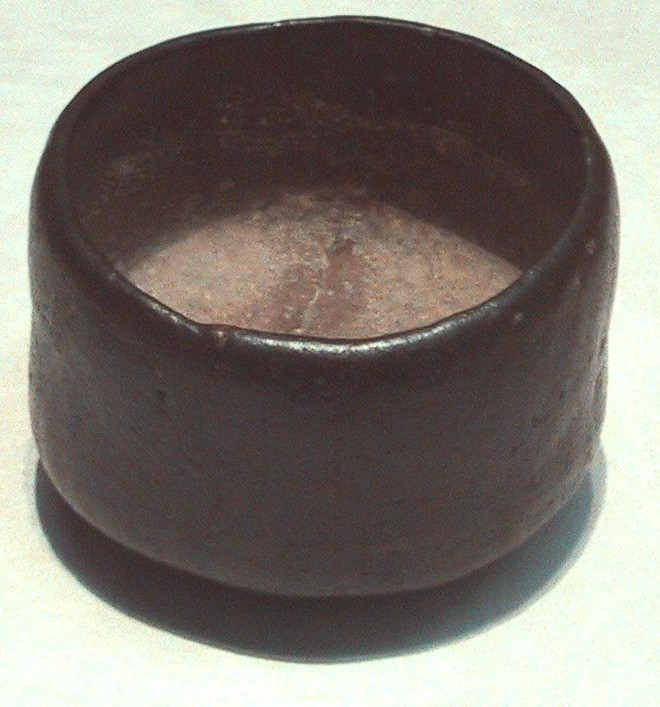
Vabi-szabi teás edény, Azucsi–Momojama-kor, 16. század

A vabi-szabi (侘寂; Hepburn: wabi-sabi) a japánok szépségről alkotott szemlélete. A japán esztétikát és a japán világnézetet képviseli, amely az elfogadásban, a mulandóságban és a tökéletlenségben mutatkozik meg. Ezt az esztétikát néha úgy magyarázzák, mint a szépség, ami tökéletlen, mulandó és hiányos. A fogalom a buddhista tanok a létezés három jellemzője tanításából származik, amely az állandótlanság, az éntelenség és a szenvedés.
A vabi-szabi esztétikai jellemzői magába foglalják az aszimmetriát, a keménységet (érdesség vagy szabálytalanság), az egyszerűséget, a gazdaságosságot, a mértékletességet, a szerénységet, a közvetlenséget és a nagyrabecsülést is a természetes tárgyak és folyamatok sértetlensége iránt.

## Meghatározása
Leonard Koren szerint a vabi-szabi „a tradicionális japán szépség legszembetűnőbb és legkarakteresebb vonása, valamint nagyjából ugyanazt a helyet foglalja el a japán esztétikai értékek panteonjában, mint a görög szépségideálok a nyugati esztétikában”. 

Andrew Juniper szerint „ha egy tárgy képes kihozni belőlünk egyfajta érzéket a nyugodt melankólia és a szellemi vágyakozás iránt, akkor azt a vabi-szabi tárgyának tekinthetjük”. 

Richard Powell számára „a vabi-szabi úgy értelmezi a hiteles dolgokat, hogy elismer három egyszerű igazságot: semmi sem maradandó, semmi sem befejezett, és semmi sem tökéletes”. 

Taro Gold buddhista szerző a vabi-szabit úgy írja le, mint „a tökéletlenség bölcsessége és szépsége”.
A vabi és a szabi szavakat nehéz meghatározni. A vabi eredetileg az élő természet magányára utalt, amely a társadalomtól messze áll; a szabi pedig azt jelentette, hogy hűvös, keskeny vagy fonnyadt. A 14. század körül ezek a meghatározások sokkal pozitívabb, másodlagos jelentéseket vettek fel. A vabi ma rusztikus egyszerűséget, letisztult eleganciát, frissességet vagy csöndességet jelent. Egyaránt alkalmazzák a természet és az ember által készített tárgyakra, valamint utalhat még az építkezésekből eredő rendellenességekre és hirtelen fordulatokra, amelyek egyediséget és eleganciát adnak a tárgyaknak. A szabi szépség vagy higgadtság, ami az idő múlásával alakul ki, amikor a tárgy életét és mulandóságát annak patinája, kopottsága vagy valamilyen látható javítása bizonyítja.
Évszázadokkal a Kínából érkező művészetek és buddhizmus befolyásával való vegyülése után a vabi-szabi jellegzetes japán eszménnyé fejlődött. Idővel a vabi és a szabi jelentése sokkal vidámabb, reményteljesebb lett, míg kb. 700 évvel korábban, főként a japán nemesek között, az üresség és a tökéletlenség megértése felért a szatori vagy a megvilágosodás első lépésével. A mai Japánban a vabi-szabi jelentése gyakran a „természetes egyszerűség bölcsességét” jelenti. A művészeti könyvekben jellemzően „hibás szépségként” írják le.
Mérnöki vagy tervezési szempontból a vabit úgy értelmezhetjük, mint a tárgyak tökéletlenségi mértéke, valamint a tervekben, építkezéseken és gyártásban, a korlátozások miatti véletlen tisztelete; a szabit pedig a tárgyak mulandósága szerint értelmezhetjük, így a szabi japán szó hangtani és etimológiai kapcsolatban áll a rozsda szóval is. Pontosabban a japán kandzsi írásjegyek 錆 (szabi, jelentése: „rozsda”) és 寂 (szabi, jelentése: „patina”) írásban alkalmazott jelentése különbözik, de az eredeti beszélt szó (pre-kandzsi, jamato-kotoba) egy és ugyanaz.

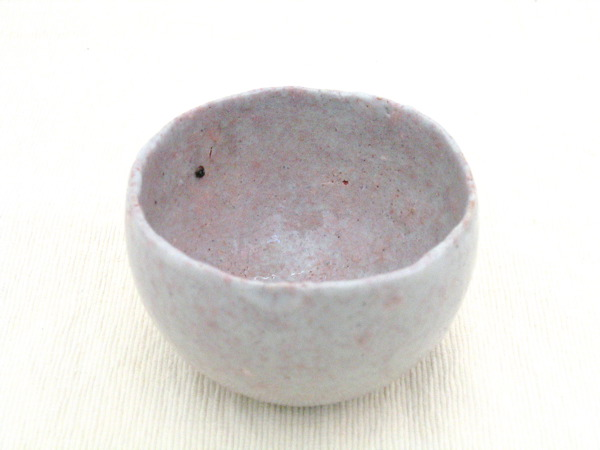
Modern, vabi-szabi stílusú teás edény

Erre jó példa egyes japán cserépedények stílusa. A japán teaszertartásokon használt edények gyakran rusztikusak és egyszerűek. Például a hagi-vare olyan formákkal, amelyek nem teljesen szimmetrikusak, és olyan színekkel és szerkezettel, amelyek hangsúlyozzák a természetes és egyszerű stílust. Valójában a nézőn múlik, hogy észrevegyen rejtett jeleket egy kiváló tervezésen vagy mázon (akár egy csiszolatlan gyémántnál). Ezt a vabi-szabi egy fajtájaként is értelmezhetjük, amelyet alátámaszt az az eljárás, hogy a mázzal bevont darabok színe megváltozik attól, hogy többször forró vizet öntenek bele (szabi), és még az a tény, hogy a teás edények alja gyakran repedezett (vabi). Ez a Hagi-jaki stílusnak is része.
A vabi és szabi utalnak az elhagyatottság és magány érzésére, amely a mahájána buddhizmus világnézetében pozitív tulajdonságokként szerepel, mint az anyagi világból való szabadulás és az egyszerűbb élet transzcendenciája. Azonban a mahájána filozófia figyelmeztet, hogy a valódi megértésük nem érhető el szavakon és a nyelven keresztül, így a vabi-szabi megközelítése nonverbális úton a legmegfelelőbb. Simon Brown megfigyelte, hogy a vabi-szabi meghatároz egy „utat”, amelyen keresztül a diákok megtanulják, hogy inkább érzékeiken át éljék az életet, vegyenek részt benne úgy, ahogy történik, ahelyett hogy a szükségtelen gondolatokkal lennének elfoglalva. Ebben az értelemben a vabi-szabi a zen buddhizmus anyagi ábrázolása. A gondolata, hogy természetes, egyedi, változó tárgyak vegyenek körül, segít kapcsolódni a valósághoz és megszabadulni a stresszes, zavaró tényezőktől.
Bizonyos értelemben a vabi-szabi kiképzés is, amelyből a diákok megtanulják azt, hogy a legalapvetőbb, legtermészetesebb dolgok lehetnek érdekesek és elbűvölőek (pl. őszi falevelek). A vabi-szabi olyan mértékben megváltoztathatja a világszemléletünket, hogy egy csorbulás vagy repedés egy vázát sokkal érdekesebb, elgondolkodtatóbb tárggyá tesz. Hasonlóan az öregedő tárgyakhoz – mint a száraz fa, papír és szövet –, sokkal izgalmasabbá válnak, ahogy az idő múlása megfigyelhető rajtuk.
A vabi és a szabi fogalmak vallási eredetűek, de a szavak valós használata a japán nyelvben sokkal alkalmibb (a japán hitrendszerre jellemző a szinkretizmus).

## Fejlődése
A vabi-szabi-esztétika tudatosan fejlődött a Kamakura-időszak alatt, amikor az újabb buddhista iskolák terjedtek, főleg a zen. A zen elképzelése a hétköznapi világ és a dolgok hagyományos nézetének meghaladásáról – üresség, lemondás és mulandóság fogalmakon keresztül – inspirálta a „negatív” tapasztalatok értékelését, mint az öregség, a szegénység és a magány. Ezt remeték, papok és költők a lélek mélyebb megismerése felé vezető vándorútjaikon belefoglalták tanításaikba. Ahogy ezek a gondolatok terjedni kezdtek, az emberek elfogadták az élet szenvedéseit, és szépséget láttak benne. Művészetben kifejezve ez a fordulat a vabi-szabi esztétika elfogadásává fejlődött.
A 16. században a teaceremónia fejlődése fontos szerepet játszott a vabi-szabi fejlődésében. Szen no Rikjú, a teaszertartás mai formájának létrehozója, szintén meghatározó volt a vabi-szabi esztétika koncepciójának kialakításában. Többre becsülte az egyszerű, őshonos teás edényeket, mint a drága, túldíszített, Kínából importáltat. Eleinte a hétköznapi ember által használt edényeken lehetett felismerni a vabi-szabi esztétikát. Azonban idővel már kimondottan a vabi-szabi kifejezésére készültek például a raku teatálak vagy az egyszerű, vidéki kunyhóra hasonlító teaházak, amelyek belső mérete nagyjából két tatami méretének felelt meg.
Számos anekdota van arról, ahogy Szen no Rikjú saját felfogását illusztrálja a vabi-szabiról. Például, amikor egy tanítványa teljesen tisztára söpörte a kertet, Rikjú figyelmeztette, hogy nincs tisztában a szabi lényegével, és megrázott egy ágat, amelyről a lehulló levelek újból szétszóródtak. Egy másik alkalommal egy teakészítő mester kimondottan az ő számára kiválasztott, értékes teásdobozból szolgált fel, ekkor nem mondott semmit. A teakészítő mester ezt sértésnek vette és összetörte a dobozt, amelyet később ügyesen összeragasztott. Így a következő alkalommal, amikor Rikjúnak megint ebből szolgáltak fel, észrevette, hogy a korábban széttört doboz az, és immár elismerte,  hogy a tárgy a vabi-szabi részévé vált.
Majdnem egy évszázaddal Rikjút követően, a vabi-szabi esztétika a haiku művészetében továbbfejlődött, főleg Macuó Basónál. Basó életét a vabi-szabi teljes megtestesülésének tekinthetjük, ahogy néhány tárggyal beutazta széltében-hosszában egész Japánt, egyszerű helyeken megszállva, értékelve a természetet és a mindennapi helyzeteket, amelyekben találta magát.
Innentől a vabi-szabi áthatja a japán esztétika elemeit, és bár ez a modern Japánban nem nyilvánvaló, befolyása mégis jelen van. Erre példa Rei Kavakubo divattervező Comme des Garçons korai kollekciója, amely „szegényes megjelenésű”, szakadt és befejezetlen darabokból állt. Az 1980-as évek elején a vabi-szabi Kavakubo és társa, Jódzsi Jamamoto tervező munkájában a visszafogott, sötét tónusokban és a fekete szín túlsúlyában volt jelen.

## A vabi-szabi a japán művészetben
Az elmúlt ezer évben a japán művészetet befolyásolta a zen és a mahájána filozófia, ezeken belül főleg a tökéletlenség szemlélete, valamint a dolgok elmúlásának elfogadása. 
- Honkyoku(en) (zen vándorszerzetesek tradicionális sakuhacsi zenéje)
- Ikebana
- Japán költészet
- Japánkert, Japán sziklakert és a bonszai
- Japán kerámia, Rakukerámia
- Japán teaszertartás

A fogalmak kortárs japán értékelése Tanizaki Dzsunicsiró Az árnyak dicsérete című művében található.

## A vabi-szabi Nyugaton
Leonard Koren 1994-ben kiadta Wabi-Sabi for Artists, Designers, Poets & Philosophers című művét a vabi-szabi és a nyugati szépség ideálok szembeállításának vizsgálatáról. Penelope Green véleménye alapján Koren könyve „egy pazar kultúra beszédtémája lett, amelynek feltett szándéka a bűnbánat, és a formatervezés minden ágának a próbaköve”.
Bernard Leach (1887–1979) fazekas munkásságát nagyban befolyásolta a japán esztétika és a japán technikák, és alapított egy befolyásos európai fazekasmozgalmat, amelyben Lucy Rie és Hans Coper is részt vettek.
John Connel amerikai művész munkáinak középpontjában is a vabi-szabi áll.
2009. március 16-án Marcell Theroux bemutatta a BBC Four Rejtélyes Japán évadjában az A vabi-szabi nyomában című filmjét. Theroux Japán minden részét beutazva próbálta megérteni az ott élők esztétikai ízlését azzal kezdve, hogy Taro Gold Élő vabi-szabi című könyve alapján egy kihívást komikusan eljátszott úgy, hogy Tokió utcáin a vabi-szabi jelentésének leírására kérte az embereket. „Theroux bebizonyította, hogy amint Gold megjósolta, az emberek válluk udvarias megvonásával csak annyit válaszoltak, hogy a vabi-szabi megmagyarázhatatlan”.
Jack Dorsey, a Twitter és a Square milliomos feltalálója a vabi-szabi filozófia támogatója.

## Lásd még
- Nihondzsinron
- Japán esztétika
- Higasijama-kultúra

## Fordítás
- Ez a szócikk részben vagy egészben  a   Wabi-sabi című angol Wikipédia-szócikk fordításán alapul.  Az eredeti cikk szerkesztőit annak laptörténete sorolja fel. Ez a jelzés csupán a megfogalmazás eredetét és a szerzői jogokat jelzi, nem szolgál a cikkben szereplő információk forrásmegjelöléseként.